# Jessica Michel
Pour les articles homonymes, voir Michel.
 (septembre 2022).
Jessica Michel (née le 22 juin 1982 à Paris) est une cavalière française de dressage. Spécialisée dans la formation des chevaux depuis leur plus jeune âge jusqu'au haut niveau, elle commence sa carrière internationale avec Riwera de Hus. En 2012, c'est la seule représentante française en dressage aux Jeux olympiques de Londres où elle se qualifie en demi-finale et termine à la 31e place. 
Cette même année, elle remporte le titre de Championne de France PRO ELITE à Saumur. 
Jessica commence l’équitation à l’âge de 9 ans lors d’un stage offert par ses grands-parents dans un poney-club. À l’âge de 13 ans, j’aborde ensuite la compétition à poney, en saut d’obstacles puis en concours complet et en dressage.
Championne de France de dressage à Lamotte-Beuvron en 1999, elle entre en formation initiale en septembre 2000 au Cadre Noir de Saumur. En 2004, elle sort major de sa promotion BEES 2 (Instructeur d’équitation) et elle s’installe comme professionnelle dans le sud de la France, avant d’être contactée par Xavier Marie pour monter avec lui le projet du Haras de Hus, dont elle devient la responsable de la section dressage à partir de 2007.
Cette même année, elle obtient l’historique médaille de bronze aux championnats du Monde des 5 ans avec Noble Dream. Cette performance reste encore à ce jour inégalée pour un français.
Entraînée par le célèbre entraineur allemand Hans Heinrich Meyer Zu Strohen, elle a disputé son premier Grand Prix International avec Riwera de Hus en septembre 2011 et elle a réalisé une saison fulgurante, passant de 65 à 76% en cinq mois.
À la suite d'un parcours extraordinaire avec Riwera de Hus, elle s'est qualifiée pour les Jeux olympiques de Londres en 2012, notamment grâce, à l’arrêté des qualifications, à une 38ème place de la Ranking liste FEI avec 1 767 points, soit la 8e des places qualificatives individuelles.
Elle a ensuite été la seule sélectionnée par la Fédération Française d’Équitation pour représenter son pays aux Jeux Olympiques de Londres. Elle s'est qualifiée en demi-finale des Jeux Olympiques et j’ai ainsi pu courir l’épreuve du Grand Prix Spécial.
Depuis les Jeux Olympiques de Londres, elle a été sélectionnée en équipe de France au Championnat d’Europe 2013 à Herning avec Riwera de Hus où elle s'est qualifiée pour le Grand Prix Spécial et elle a obtenu la meilleure performance française après s’être classée 8ème du championnat d’Europe par équipe.
L’année suivante, elle a aussi été sélectionnée aux Jeux Équestres Mondiaux à Caen en 2014 avec Riwera de Hus.
Parmi ces importantes participations sportives internationales, elle participe aussi chaque année à de nombreuses compétitions nationales avec succès. Parmi les nombreuses épreuves, Jessica est une grande spécialiste des épreuves jeunes chevaux.
Elle aime former les chevaux de A à Z et a ainsi dressé entièrement elle-même plusieurs chevaux jusqu’au niveau Grand Prix (Riwera de Hus, Daimler de Hus, Socrate de Hus, Don Juan de Hus, Hermès de Hus).
De 2006 à 2017, elle n'a travaillé exclusivement que pour le Haras de Hus. Depuis 2017, elle propose aussi ses compétences à la clientèle extérieure tout en étant toujours basée dans les installations du Haras de Hus.

## Palmarès
- 23 fois championne de France.
- 38 podiums en championnats de France.
- 10 participations aux Championnats du Monde jeunes chevaux dont 6 qualifications en Finale et 1 médaille de Bronze.
- Des victoires en internationaux jusqu'au niveau GP CDI 4*.